# آن نه سانگ
آن نه سانگ (کره‌ای: 안내상؛ زادهٔ ۲۵ دسامبر ۱۹۶۴) بازیگر اهل کره جنوبی است. از آثاری که در آنها ایفای نقش کرده است می‌توان به افتخار جین، افسانه خورشید و ماه، جونگ میونگ، بازمانده برگزیده: ۶۰ روز، سلام خداحافظ مامان!، موش، دانشکده حقوق، پسران راکتی و قاضی شیطان اشاره کرد.